# Кіт, який гуляв сам по собі
«Кіт, який гуляв сам по собі» — радянський мальований мультиплікаційний фільм режисера Олександри Сніжко-Блоцької, знятий у 1968 році за казкою Редьярда Кіплінга «Кіт, який гуляв, де хотів».
«Кіт, який гуляв сам по собі» — не єдиний радянський мультфільм за цією казкою Кіплінга. У 1988 році також на кіностудії «Союзмультфільм» було знято повнометражний ляльковий мультфільм «Кішка, яка гуляла сама по собі».

## Творці
- сценарій Миколи Ердмана
- режисер — Олександра Сніжко-Блоцька
- художник постановник — Олександр Трусов
- композитор — Віталій Гевіксман
- оператор — Катерина Різо
- звукооператор — Борис Фільчиков
- редактор — З. Павлова
- художники-мультиплікатори: Віктор Шевков, Рената Міренкова, Борис Бутаков, Світлана Жутовська, Віолетта Колесникова, Леонід Каюков, Єлизавета Комова, Володимир Крумін, Ольга Орлова .
- художники-декоратори: Олена Танненберг, Ірина Світлиця
- ролі озвучували:

Борис Рунге — Кіт.
Ірина Карташова — Жінка
Михайло Погоржельський — Чоловік
Олександр Граве — Кінь
Юрій Медведєв — Пес
Тамара Дмитрієва — Летюча миша / дитина
- від автора — Олексій Консовський
- директор картини — А. Зоріна

## Сюжет
Жінка одомашнила Чоловіка і вперше приручила диких звірів. Дикий Пес став першим другом людини, дикий Кінь — першим слугою людини, а дика Корова — подательницею доброї їжі. Тільки Кота, найдикішого із звірів, їй не вдалося приручити. Коту дуже хотілося спробувати теплого молока, але Жінці більше не потрібні були ні друзі, ні слуги. Тоді Кіт сказав Жінці те, чого їй ще ніхто не казав, що вона дуже гарна. Жінка уклала з Котом угоду, що якщо вона похвалить його тричі, то він зможе входити до печери, коли захочеться, грітися біля багаття і пити молоко тричі на день до кінця століття. Кіт пішов додому і повернувся, коли в печері народилася дитина . Він розсмішив його, приспав мурчанням, а потім упіймав мишку, і за це Жінка тричі похвалила його.
Чоловік, дізнавшись про Кота, уклав з ним свою угоду, за якою, що якщо Кіт погано ловитиме мишей або в погану хвилину потрапить йому під руку, він запустить у нього своїми чоботями, і так почнуть надходити слідом за ним всі «справжні» чоловіки. Полюючи вночі за мишкою, Кіт випадково розбудив Чоловіка, і той виконав свою обіцянку, шпурнувши в нього чобіт, а Пес загнав Кота на дерево.
Чоловік попросив дружину принести чоботи, покликати Пса та заспокоїти дитину. Жінка виконує його прохання, і Кіт, розмовляючи з кажаном, робить висновок, що Жінка зовсім не така розумна, як здавалася: «Сьогодні я підвернувся йому під руку, а якщо завтра підвернеться вона?..».

## Видання на відео
В середині 1990-х років мультфільм випускався на VHS виданням «Союз Відео».
У 2006 році мультфільм був випущений на DVD кіновідеооб'єднання «Великий план» у складі збірки мультфільмів «Кіт і компанія». Була проведена повна реставрація зображення та звуку мультфільму..